# Баранчинський
Бара́нчинський (рос. Баранчинский) — селище у складі Кушвинського міського округу Свердловської області.
Населення — 9461 особа (2010, 11153 у 2002).
До 12 жовтня 2004 року селище мало статус селища міського типу.